# Полукольцо
Полукольцо — общеалгебраическая структура, похожая на кольцо, но без требования существования противоположного по сложению элемента.

## Определения
Множество {\displaystyle S}, с заданными на нем бинарными операциями {\displaystyle +} и {\displaystyle \cdot }, называется полукольцом, если для любых элементов {\displaystyle a,b,c} выполняются следующие условия:
1. {\displaystyle \langle S,+\rangle } — коммутативный моноид. То есть имеют место свойства:
  - Коммутативности: {\displaystyle a+b=b+a}
  - Ассоциативности: {\displaystyle (a+b)+c=a+(b+c)}
  - Существования нейтрального элемента (нуля): {\displaystyle a+0=0+a=a}
2. {\displaystyle \langle S,\cdot \rangle } — полугруппа. То есть, дополнительно, имеет место свойство:
  - Ассоциативности: {\displaystyle (a\cdot b)\cdot c=a\cdot (b\cdot c)}
3. Умножение дистрибутивно относительно сложения:
  - Левая дистрибутивность: {\displaystyle a\cdot (b+c)=a\cdot b+a\cdot c}
  - Правая дистрибутивность: {\displaystyle (a+b)\cdot c=a\cdot c+b\cdot c}
4. Мультипликативное свойство нуля:
  - {\displaystyle a\cdot 0=0\cdot a=0}

Для кольца последнее соотношение не требуется, поскольку оно следует из других, для полукольца оно необходимо. Отличие полукольца от кольца состоит только в том, что по сложению полукольцо образует не коммутативную группу, а  только коммутативный моноид.
Полукольцо называется коммутативным, если операция умножения в нём коммутативна: {\displaystyle a\cdot b=b\cdot a\;\forall a,b\in S}.
Полукольцо называется полукольцом с единицей, если в нём существует нейтральный элемент по умножению (называемый единицей): {\displaystyle a\cdot 1=1\cdot a=a\;\forall a\in S}.
Полукольцо называется мультипликативно (или аддитивно) сократимым, если {\displaystyle \;\forall a,b,c\in S} из равенства {\displaystyle a\cdot c=b\cdot c} (или, соответственно, {\displaystyle a+c=b+c}) следует, что {\displaystyle a=b}.
Полукольцо называется идемпотентным, если для любого {\displaystyle a\in S} выполняется равенство {\displaystyle a+a=a.}

## Примеры полуколец
- Полукольцо {\displaystyle \langle \mathbb {N} _{0},+,\cdot \rangle } натуральных чисел с нулем.
- Тривиальное полукольцо: {\displaystyle \langle \lbrace 0\rbrace ,+,\cdot \rangle }
- Двухэлементные полукольца: {\displaystyle \langle \mathbb {Z} _{2},+,\cdot \rangle }, {\displaystyle \langle \mathbb {B} ,\oplus ,\vee \rangle }, где {\displaystyle \vee } обозначает дизъюнкцию, а {\displaystyle \oplus } — логическую операцию «исключающее или» на множестве {\displaystyle \mathbb {B} =\lbrace 0,1\rbrace }
- Квадратные {\displaystyle n\times n} матрицы с элементами из полукольца натуральных чисел с нулем {\displaystyle \mathbb {N} _{0}} и операциями матричного сложения и умножения. Также полукольцо образуют квадратные матрицы с элементами из любого полукольца.
- Если {\displaystyle A} — коммутативный моноид, то множество {\displaystyle \operatorname {End} (A)} эндоморфизмов {\displaystyle A} образует полукольцо, где сложение определено поточечно, а умножение — как композиция функций.
- {\displaystyle \mathbb {N} [x]} — многочлены с натуральными коэффициентами — образуют коммутативное полукольцо; это свободное коммутативное полукольцо с единственным генератором {\displaystyle \{x\}}.
- Вероятностное полукольцо — неотрицательные действительные числа с обычными операциями сложения и умножения[2].
- {\displaystyle (\max ,+)} и {\displaystyle (\min ,+)} — полукольца вещественных чисел, в которых сложение определено как взятие максимума (соответственно минимума), а умножение — как обычное сложение вещественных чисел. Для первого случая подмножество должно быть четко ограничено снизу, для второго - сверху.

## Приложения
Идемпотентные кольца, особенно {\displaystyle (\max ,+)} и {\displaystyle (\min ,+)}, часто используются в методах оценки персонала. Вещественные числа здесь обозначают «время прибытия» или «затраты», операция {\displaystyle \max } обозначает необходимость ожидать выполнения всех предпосылок для совершения действия (соответственно, {\displaystyle \min } обозначает способность выбрать наименее затратный вариант) и + обозначает сложение времени (затрат) при прохождении одного и того же пути.
Алгоритм Флойда — Уоршелла поиска кратчайших путей может быть переформулирован для вычислений над {\displaystyle (\min ,+)}-алгеброй. Также и алгоритм Витерби поиска наиболее вероятной последовательности состояний в скрытой марковской модели может быть переформулирован для вычислений над {\displaystyle (\max ,\times )}-алгеброй вероятностей. Эти алгоритмы динамического программирования используют дистрибутивность соответствующих полуколец для расчета свойств при использовании большого (возможно, экспоненциально большого) числа переменных более эффективно, чем перечисляя каждую из них.

## Полукольцо множеств

### Определения
Полукольцо множеств — система множеств {\displaystyle S}, для которой выполнены следующие условия:
- {\displaystyle \varnothing \in S};
- {\displaystyle \forall A,B\in S\quad A\cap B\in S};
- {\displaystyle \forall A\in S,A_{1}\in S\quad A_{1}\subset A\Rightarrow \exists A_{2},\dots ,A_{n}\subset A:A_{1}\sqcup \dots \sqcup A_{n}=A}.

Таким образом, полукольцо множеств содержит в себе пустое множество, замкнуто относительно пересечения и любая разность множеств из полукольца множеств представима в виде конечного объединения дизъюнктных (попарно не пересекающихся) множеств, принадлежащих этому полукольцу множеств. Такие полукольца часто используются в теории меры.
Полукольцом множеств с единицей называют полукольцо множеств с таким элементом {\displaystyle E}, что его пересечение с любым элементом {\displaystyle A} полукольца множеств равно {\displaystyle A}. 

### Свойства
- (обобщение третьей аксиомы) если множества {\displaystyle A_{1},\dots ,A_{n}} являются элементами {\displaystyle S} и подмножествами элемента {\displaystyle A}, то их можно дополнить непересекающимися элементами {\displaystyle A_{n+1},\dots ,A_{m}} до {\displaystyle A};

Проведем доказательство индукцией по {\displaystyle n}. При {\displaystyle n=1} утверждение содержится в определении полукольца. Пусть для {\displaystyle n-1} множества утверждение доказано. Рассмотрим {\displaystyle n} множеств. Тогда для некоторых {\displaystyle B_{j}\in S} имеет место разложение {\displaystyle A=\textstyle {\bigsqcup _{k=1}^{n-1}A_{k}\sqcup \bigsqcup _{j}B_{j}}}, причём {\displaystyle \textstyle {A_{n}\subset \bigsqcup _{j}B_{j}.}} При каждом {\displaystyle j} в силу определения полукольца найдётся такие {\displaystyle \{C_{i,j}\}_{i}} из {\displaystyle S}, что {\displaystyle \textstyle {B_{j}=(A_{n}\cap B_{j})\sqcup \bigsqcup _{i}C_{i,j}.}} Поскольку {\displaystyle \textstyle {A_{n}=\bigsqcup _{j}(A_{n}\cap B_{j})}}, ⁣то
{\displaystyle A=\bigsqcup _{k=1}^{n}A_{k}\sqcup \bigsqcup _{j}\bigsqcup _{i}C_{i,j}.}
- если {\displaystyle A_{1},A_{2},\ldots ,A_{n}\in S}, тогда найдутся такие попарно непересекающиеся {\displaystyle B_{1},B_{2},\ldots ,B_{m}\in S}, что каждое из {\displaystyle A_{k}} представимо в виде объединения некоторых из {\displaystyle B_{j}};

Проведем индукцию по {\displaystyle n}. При {\displaystyle n=1} доказывать нечего. Пусть для {\displaystyle n-1} множества утверждение уже доказано. Рассмотрим {\displaystyle n} множеств, и пусть {\displaystyle B_{1},\ldots ,B_{m}\in S} соответствуют первым {\displaystyle n-1} множеству. Для каждого {\displaystyle j=1,\ldots ,m} проведем следующее действие: если {\displaystyle A_{n}\cap B_{j}} непусто, то обозначим его за {\displaystyle C_{1,j}} и построим, опираясь на определение полукольца, разложение {\displaystyle B_{j}=\textstyle {\bigsqcup _{i}C_{i,j}}}; в противном случае положим {\displaystyle C_{i,j}=B_{j}}. Теперь каждое из {\displaystyle n-1} первых множеств {\displaystyle A_{k}} представимо в виде дизъюнктного объединения некоторых {\displaystyle C_{i,j}} и 
{\displaystyle A_{n}\supseteq \bigsqcup _{j}^{n-1}C_{1,j}}, 
причем остальные {\displaystyle C_{i,j}} не пересекаются с {\displaystyle A_{n}}. Если здесь выполнено равенство, то набор {\displaystyle {C_{i,j}}} годится и для {\displaystyle n} множеств, иначе применим предыдущее свойство и добавим к набору множества {\displaystyle \{D_{k}\}.}
- для любого элемента {\displaystyle A} полукольца система множеств {\displaystyle S\ |_{A}=\{B\in S\ |\ B\subseteq A\}} — полукольцо;

Ясно, что если два множества вложены в {\displaystyle A}, то их пересечение вложено в {\displaystyle A}. Если же {\displaystyle B_{1}\subset B\subseteq A}, где {\displaystyle B,B_{1}\in S}, то множества, дополняющие {\displaystyle B_{1}} до {\displaystyle B}, тоже будут вложены в {\displaystyle A}.
- прямое произведение полуколец {\displaystyle S_{1}\times S_{2}\times \dots \times S_{n}} является полукольцом.

Достаточно рассмотреть случай двух полуколец, общий получается из него по индукции. 
Декартово произведение пустых множеств есть пустое множество. Пересечение декартовых произведений равно декартову произведению пересечений.
Пусть {\displaystyle A_{k}\in S_{k}} и {\displaystyle A_{k,1}\in S_{k}}, причём {\displaystyle A_{1,1}\times A_{2,1}\times \dots \times A_{n,1}\subseteq A_{1}\times A_{2}\times \dots \times A_{n}}, где множество слева непусто. Тогда при каждом {\displaystyle k} {\displaystyle A_{k,1}\subseteq A_{k}}, и так как {\displaystyle S_{k}} — полукольца, то найдутся такие {\displaystyle A_{k,j}}, что при каждом {\displaystyle k} выполнено равенство {\displaystyle A_{k}=\textstyle {\bigsqcup _{j}}\ A_{k,j}.} Нетрудно видеть, что 
{\displaystyle A_{1}\times A_{2}\times \dots \times A_{n}=\bigsqcup _{j_{1}}\cdots \bigsqcup _{j_{n}}^{}A_{1,j_{1}}\times A_{2,j_{2}}\times \dots \times A_{n,j_{n}}.}
Все члены в правой части равенства принадлежат прямому произведению полуколец, и один из них есть наше заданное множество {\displaystyle A_{1,1}\times A_{2,1}\times \dots \times A_{n,1}.} Таким образом, все свойства полукольца выполнены, и свойство доказано.